# Orville Peck

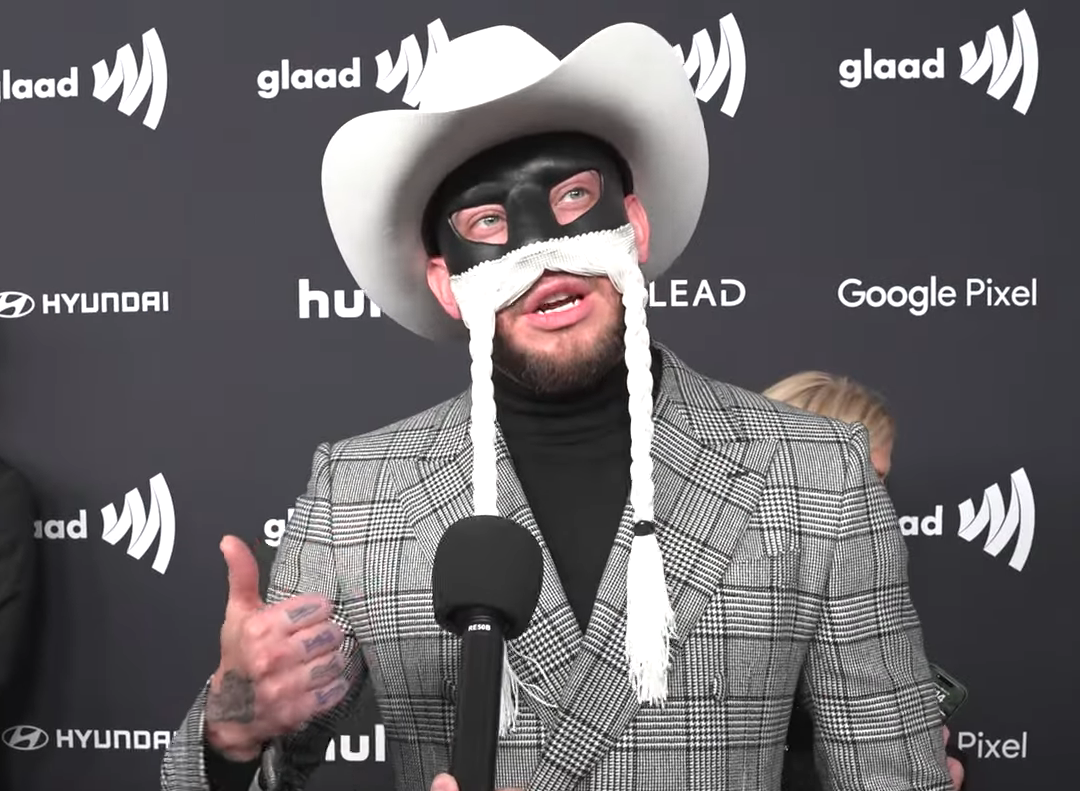
Orville Peck (2024)

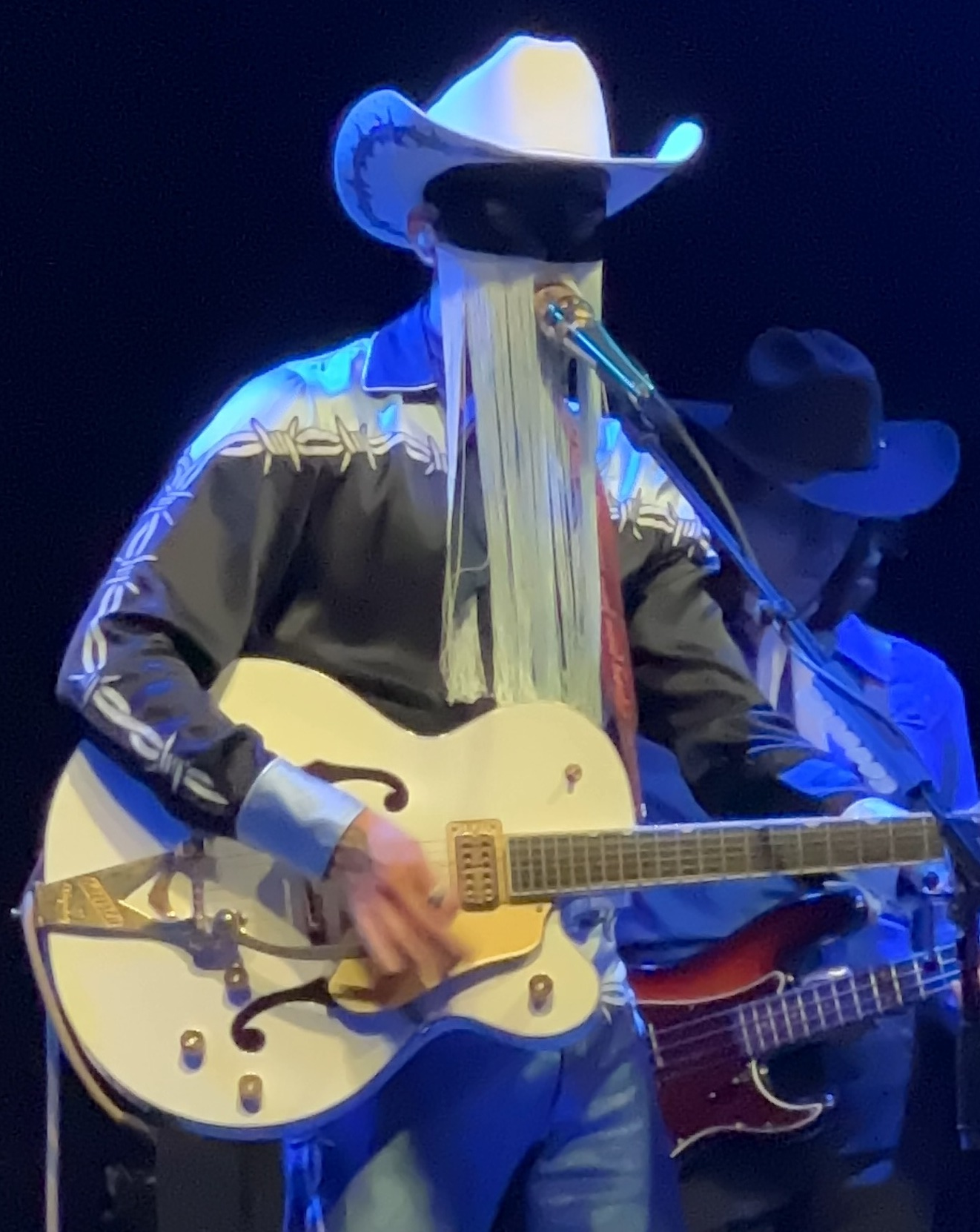
Orville Peck (2022)

Orville Peck ist ein südafrikanischer Country-Sänger und Songwriter. Sein Markenzeichen ist eine Maske mit langen Fransen, die den Großteil seines Gesichts verbirgt. Seine Identität hält er medienwirksam geheim.

## Werdegang
Orville Peck veröffentlichte 2019 sein Debütalbum Pony. Pecks Musik vereint Elemente von Country-, Rock-, Pop-Musik und Rockabilly, als seine musikalischen Vorbilder nennt Peck u. a. Waylon Jennings, George Jones, Tammy Wynette, Johnny Cash, Willie Nelson, Bobbie Gentry, Dolly Parton und Roy Orbison. 2020 nahm er mit Shania Twain das Duett Legends Never Die auf, 2021 mit Trixie Mattel das Lied Jackson.
Sein zweites Album Bronco konnte sich 2022 auf Platz 80 der Billboard 200 platzieren und erreichte die Top-20 der US-Country-Charts. Das Album erhielt gute Kritiken und wurde für den Juno Award 2023 in der Kategorie Country Album of the Year nominiert. Für Lady Gagas Born This Way The Tenth Anniversary (2021) nahm er deren Hit Born This Way neu auf.
Für Stampede: Vol. 1 gewann Peck Willie Nelson, Elton John, Nathaniel Rateliff, Midland und Noah Cyrus als Gastmusiker. Das Album stieg auf Platz eins der UK-Country-Charts ein. Im Juni 2024 erschien in Zusammenarbeit mit Kylie Minogue und Diplo die Single Midnight Ride.
Auch aufgrund seiner extravaganten Bühnenkleidung, einer Mischung aus paillettenbesetzter Cowboy-Aufmachung und 70er-Jahre-Glamrock, sowie seiner Texte, die sich oft mit queeren Themen befassen, gewann er eine große Anhängerschaft in der LGBT-Gemeinschaft. Durch diese Verbindung von Western-Mode und LGBT-Identität verkörpert er die modernen Ausdrucksformen der Gay-Cowboy-Subkultur und macht sie einem breiten Publikum bekannt. 2023 war er Gastjuror bei RuPaul’s Drag Race.
Bei Orville Peck handelt es sich wohl um das Pseudonym des in Johannesburg geborenen und in Toronto lebenden Musikers Daniel Pitout (* 6. Januar 1988). Pitout wurde als Schlagzeuger der Punk-Band Nü Sensae und Sänger von Eating Out bekannt. Pitout ist Gründer des AIDS Day Music Project.

## Diskografie (Auswahl)
Studioalben
- 2019: Pony
- 2020: Bronco (#11 Top Country Albums)
- 2024: Stampede (#33 Top Country Albums)

EPs
- 2020: Show Pony (#46 Top Country Albums)
- 2022: Bronco: Chapter 1
- 2022: Bronco: Chapters 1 & 2
- 2024: Stampede: Vol. 1

## Auszeichnungen
- Libera Awards[17]
  - 2020: „Best Country Album“
  - 2020: „Breakthrough Artist/Release“
- Tom of Finland Foundation Awards 2022[18]
  - 2022: „Cultural Icon Award“
- GLAAD Media Award[19]
  - 2024: „Vito Russo Award“
- GQ Australien - Men of the Year[20]
  - 2024: International Musician of the Year